# Kiltsi (Haapsalu)
Kiltsi (Duits: Weißenfeld) is een plaats in de Estlandse gemeente Haapsalu, provincie Läänemaa.
Tot in oktober 2017 behoorde Kiltsi tot de gemeente Ridala. In die maand werd Ridala samengevoegd met de stad Haapsalu tot de gemeente Haapsalu.
De plaats wordt vaak Kiltsi küla (‘dorp Kiltsi’) genoemd ter onderscheiding van Kiltsi alevik, het iets grotere dorp Kiltsi in de oostelijke provincie Lääne-Virumaa.

## Bevolking
Het dorp had 52 inwoners op 31 december 2011 en 48 inwoners op 31 december 2021.

## Landhuis van Kiltsi
In Kiltsi liggen de ruïnes van twee bouwwerken die een rol hebben gespeeld in de geschiedenis van het dorp: het landhuis van Kiltsi en het kasteel van Ungru.
Het landhuis van Kiltsi was het bestuurscentrum van het landgoed Weißenfeld, dat in 1323 voor het eerst werd genoemd onder de Latijnse naam Alba Curia. Het landgoed heeft vele eigenaars gehad; in de 16e eeuw behoorde het enige tijd toe aan de familie von Gilsen. Daarvan is de naam Kiltsi afgeleid. Tussen 1765 en 1871 was de familie von Knorring de eigenaar, na die tijd de familie von Hunnius. Nadat Estland in 1919 onafhankelijk was geworden, werd het landgoed onteigend, maar mocht de familie von Hunnius tot in 1939 in het landhuis blijven wonen. Het was uitzonderlijk dat dit werd toegestaan.
Het landhuis is in het begin van de 17e eeuw gebouwd in renaissancestijl, waarschijnlijk op de resten van een kasteel dat eerder op die plek stond. In de 18e eeuw werd het gebouw nog wat uitgebreid. In 1939 werd Estland door de Sovjet-Unie gedwongen Sovjettroepen op zijn grondgebied toe te staan. Die bouwden een grote luchtmachtbasis op grond die sinds de gemeentelijke herindeling van 1997 tot drie verschillende dorpen behoort: Kiltsi, Nõmme en Rohuküla. De Sovjetluchtmacht confisqueerde het landhuis. Sindsdien verkeerde het in slechte staat van onderhoud; in 1993, een jaar voor het vertrek van de achtergebleven Russische troepen, maakte een brand het werk af. Het landhuis veranderde in een ruïne. In 2000 en 2002 werd de ruïne ook nog eens geplunderd, waarbij bruikbare bouwmaterialen en een paar beelden die de brand hadden overleefd werden meegenomen. Om de ruïne heen staan nog wat restanten van bijgebouwen en gebouwen van de luchtmachtbasis.

## Kasteel van Ungru
Tot in de jaren veertig van de 20e eeuw lag tussen Kiltsi en Rohuküla het dorp Ungru. In het dorp was het centrum van het landgoed Ungru (Duits: Linden) gevestigd. Het landgoed ontstond in 1523, toen het werd afgesplitst van Weißenfeld. Tussen 1623 en 1802 en opnieuw van 1878 tot de onteigening door het onafhankelijk geworden Estland in 1919 was het in handen van de familie von Ungern-Sternberg. Van die naam is de Estische naam Ungru voor het landgoed en het dorp afgeleid. Klaus, graaf von Ungern-Sternberg, was tot in 1919 de laatste eigenaar van het landgoed.
Het kasteel van Ungru, dat als landhuis moest dienen voor het landgoed Ungru, werd in opdracht van Ewald von Ungern-Sternberg gebouwd in de jaren 1893-1899. Het kasteel van Merseburg in Duitsland en de lutherse Sint-Nicolaaskerk in Tallinn dienden daarbij als inspiratiebron. Het resultaat was een gebouw in neobarokke stijl, uitgevoerd in kalksteen. In 1899 was het budget voor het bouwwerk op; het is dus nooit helemaal afgebouwd. Al in 1940 stond het leeg en werd het niet meer onderhouden. Na de Tweede Wereldoorlog, waarin het kasteel ook nog de spits van de toren verloren had, werd het gebouw overgenomen door de Sovjet-luchtmachtbasis die in 1939 in de buurt was aangelegd. Het verval ging nu hard en rond 1960 was het kasteel een ruïne. In 1968 wilde de commandant van het vliegveld alle resten van het kasteel gebruiken om de startbaan te verstevigen. Het bestuur van het rajon Haapsalu wist de totale vernietiging van het kasteel te voorkomen. Na het vertrek van de Russische troepen in 1994 kwam het dorp Ungru niet meer terug. Een deel kwam bij Rohuküla, een ander deel, waaronder de ruïne van het kasteel, onder Kiltsi. Net als het landhuis van Kiltsi wordt het kasteel van Ungru omgeven door restanten van gebouwen van de luchtmachtbasis.

## Foto's

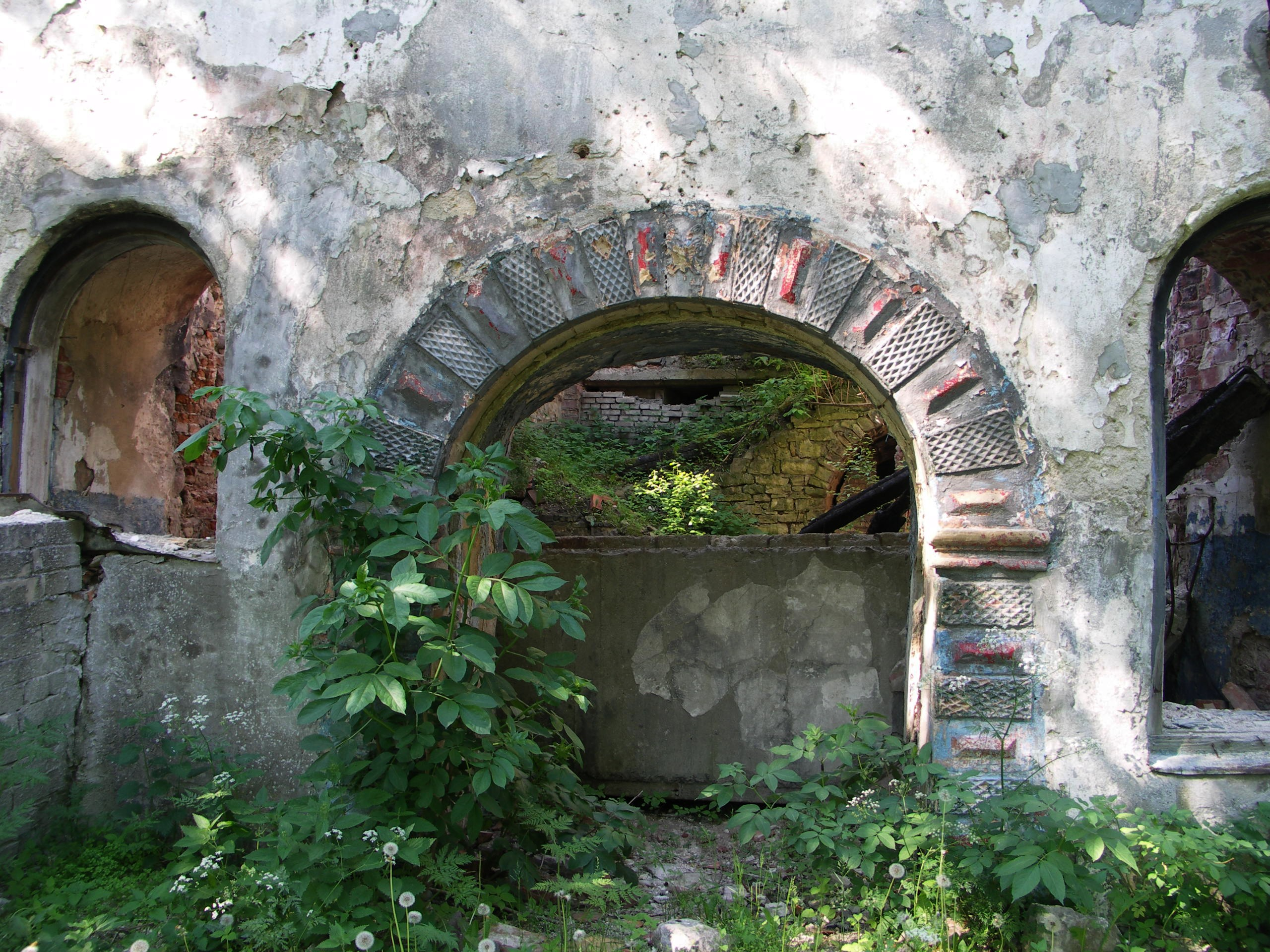
Detail van de ruïne van het landhuis van Kiltsi
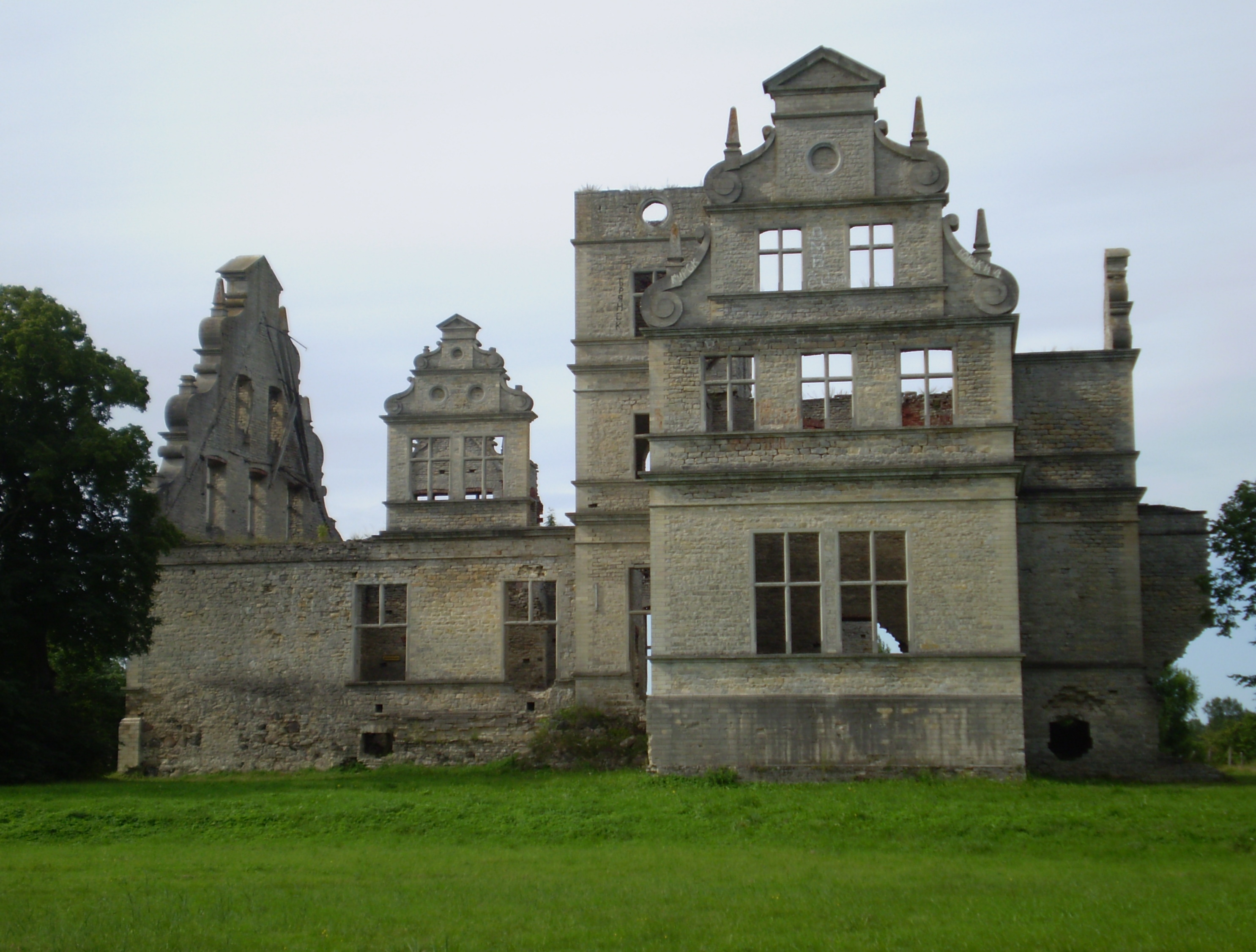
Ruïne van het kasteel van Ungru
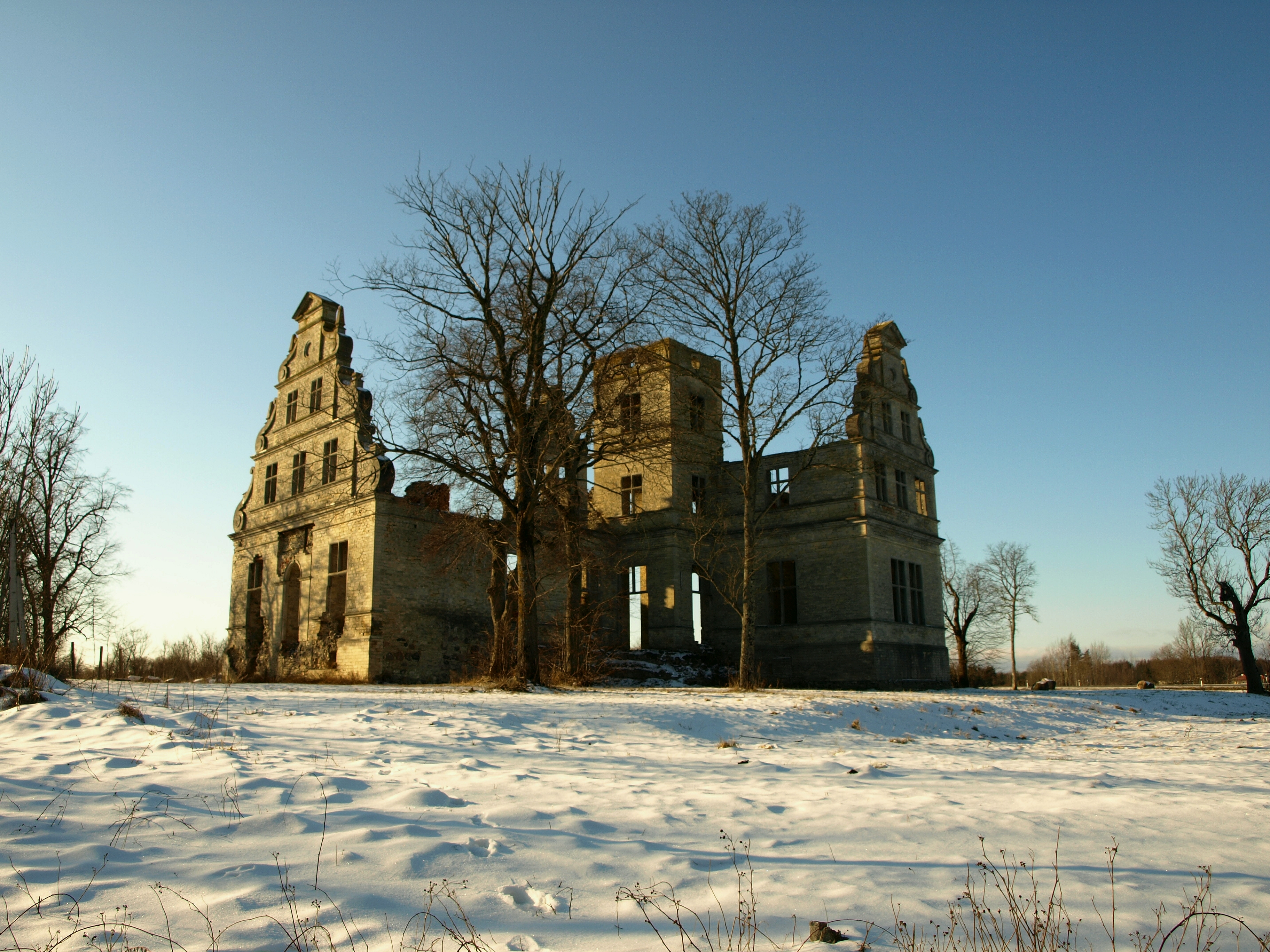
Het kasteel in de winter
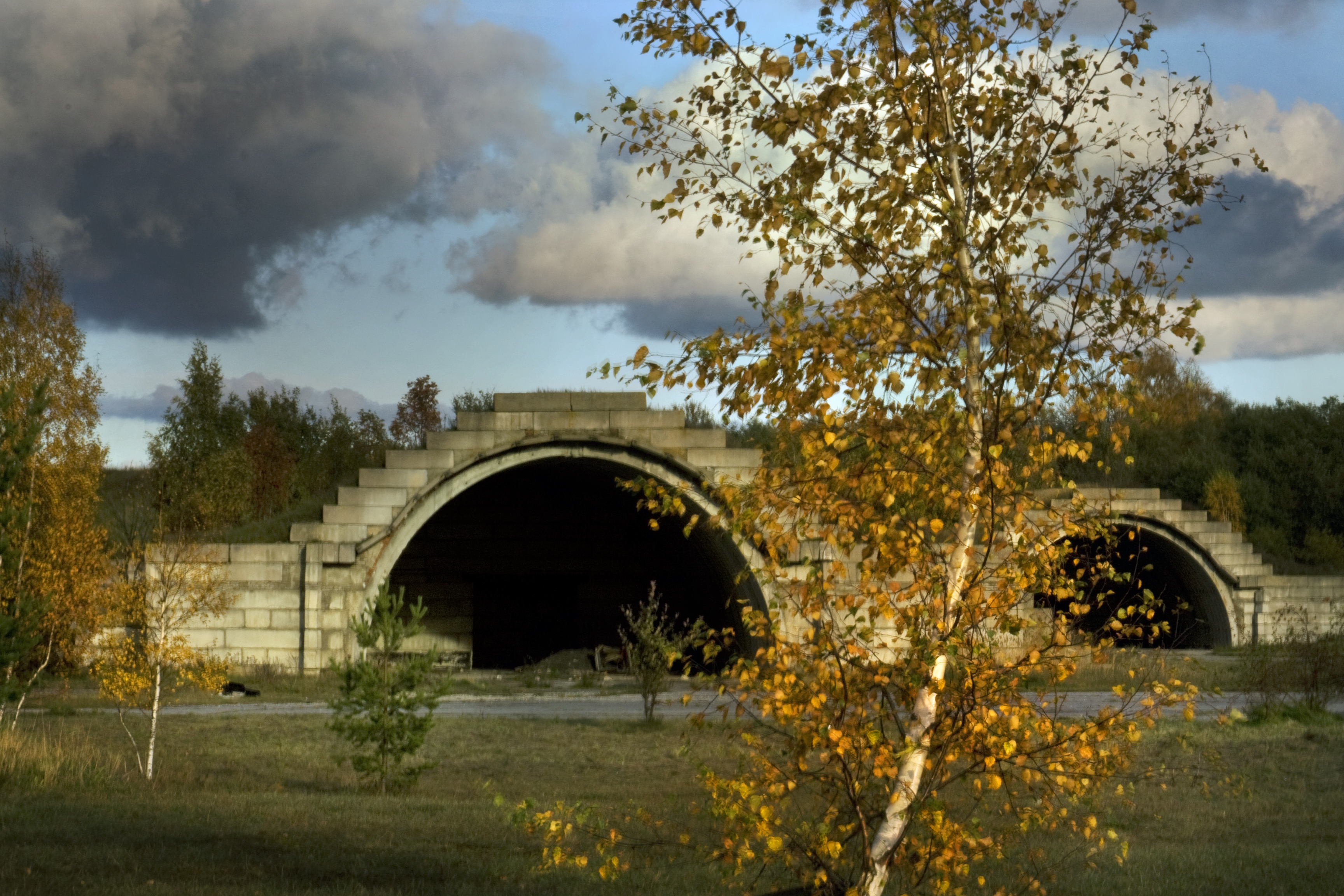
Ruïne van een hangar op het vroegere vliegveld
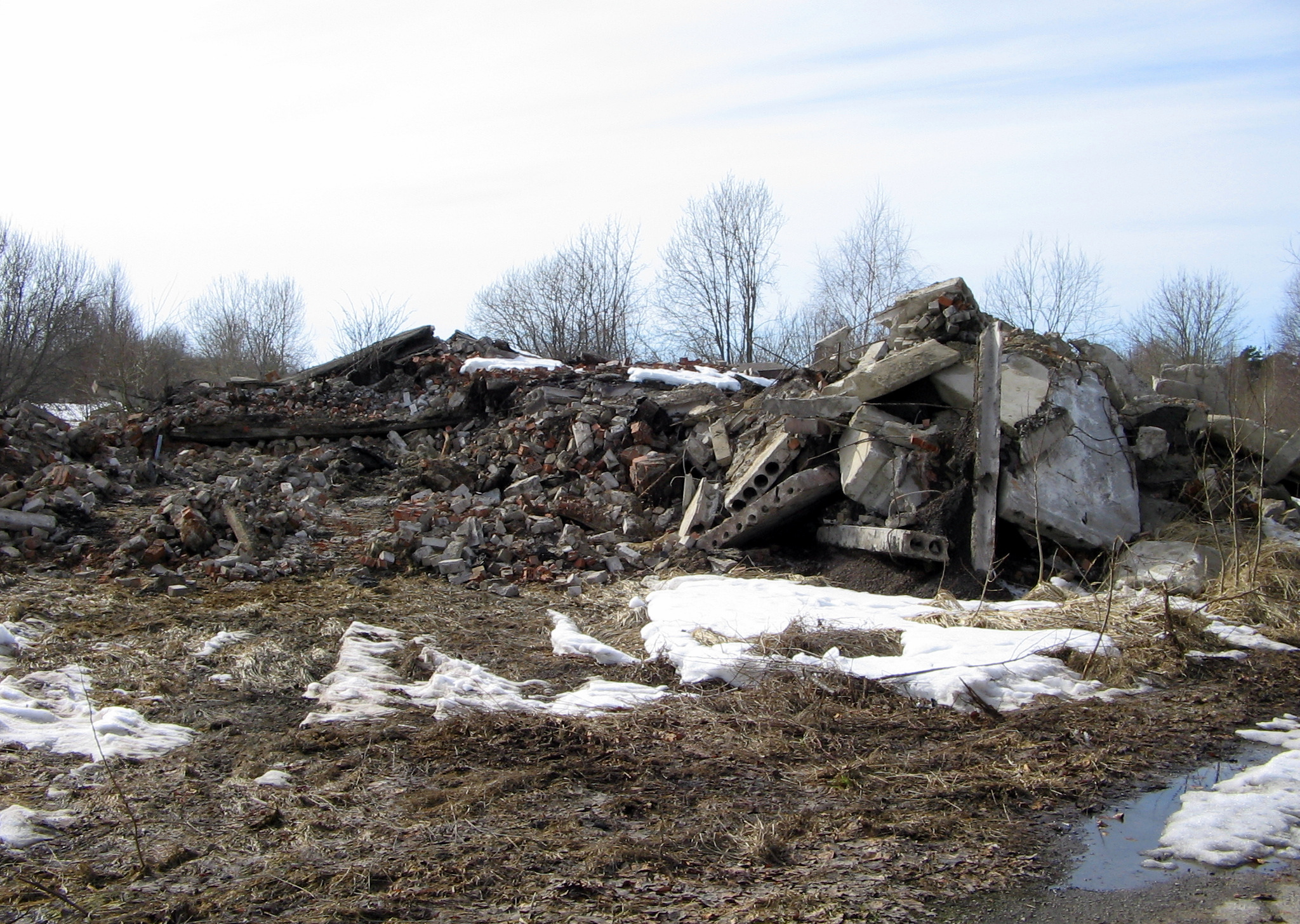
Restant van een gebouw op het vliegveld
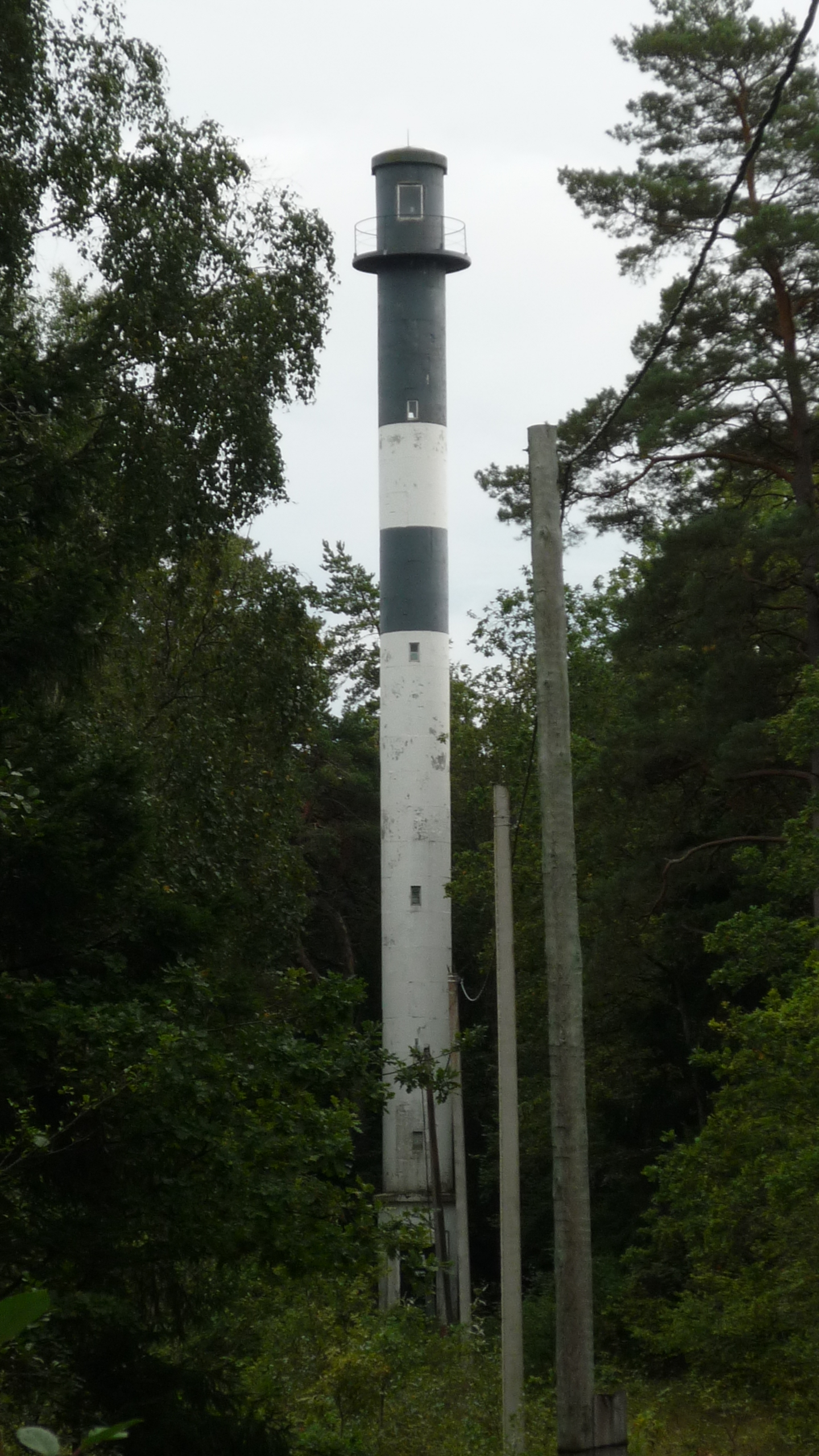
De ‘achterste vuurtoren’ van Paralepa. Deze toren staat op het grondgebied van Kiltsi